# Kpèllé (langue)
Pour les articles homonymes, voir Kpelle.
Le kpèllé, aussi écrit kpèlè, kpellé ou kpelle, aussi appelé guerzé, est une langue mandée parlée notamment au Liberia et dans le sud de la Guinée, notamment à Nzérékoré et à Yomou.
Elle est parlée par les Kpèllés.

## Classification
Selon Valentin Vydrin, le kpèllé forme un continuum linguistique entre ses trois principales variétés identifiables.

## Écriture
Le kpèllé est écrit avec des alphabets latins différents en Guinée et au Liberia.
Il a aussi été écrit avec le syllabaire kpelle dans les années 1930 et 1940.

### Alphabet latin kpèllé de Guinée (oukpɛlɛwoo) et du kono
En Guinée, l’alphabet national guinéen définit les règles d’orthographe du kpèllé (ou kpɛlɛwoo). Celui-ci est publié en 1976 par l’Académie des langues pour le kpèllé et d’autres langues guinéennes (dont le kono parlé aussi au Sierra Leone ainsi que plusieurs langues créoles à base d'anglais et de langues mandées). Une version harmonisée avec l’alphabet africain de référence est publiée en 1989. On peut y noter l'absence des lettres « c, q, x » présentes dans l'alphabet latin de base (mais ces lettres peuvent apparaître dans les emprunts, notamment depuis le français officiel en Guinée ou depuis l'anglais officiel au Liberia et au Sierra Leone ou depuis d'autres langues nationales ou culturelles influentes, ainsi que dans les marques internationales et noms propres étrangers non retranscrits).
| 1976 | a | b | bh | d | e | ë | è | f | g | gh | gb | gw | h | hw | i | j | dy | k | kp | kw | l | m | n | nw | ny | nh | o | ö | p | r | s | t | u | v | w | y | z |
| 1989 | a | b | ɓ  | d | e | ə | ɛ | f | g | ɠ  | gb | gw | h | hw | i | j | j  | k | kp | kw | l | m | n | nw | ɲ  | ŋ  | o | ɔ | p | r | s | t | u | v | w | y | z |

La nasalisation était indiquée en suivant la voyelle nasale de la lettre n : ‹ an, èn, ön, in, un › dans l’orthographe de 1976.
Depuis la réforme de 1989, la nasalisation d’une voyelle est indiquée à l’aide d’un tilde sur cette voyelle : ‹ ã, ɛ̃, ɔ̃, ĩ, ũ ›.
Dans l’orthographe de 1989, les tons peuvent également être indiqués par des accents diacritiques en chef (ils peuvent se combiner au dessus du tilde pour les voyelles nasalisées) :
- avec l’accent aigu pour le ton haut : ‹ á, é, ɛ́, í, ó, ɔ́, ú › (noter que l'accent aigu indiquait une autre voyelle de base dans l'orthographe de 1976, mais n'indiquait pas la tonalité) ;
- avec l’accent grave pour le ton bas : ‹ à, è, ɛ̀, ì, ò, ɔ̀, ù › ;
- l’absence d’accent pour le ton moyen : ‹ a, e, ɛ, i, o, ɔ, u › bien que ce ton moyen (reconnu pour les locuteurs du Kpèllé venant de Guinée) soit plutôt un ton bas pour les variétés du Libéria (les phonologistes utilisent un macron pour transcrire explicitement ce ton) ;
- avec le circonflexe pour le ton haut-bas : ‹ â, ê, ɛ̂, î, ô, ɔ̂, û ›.

Les tons ne sont pas toujours transcrits dans l'orthographe lorsqu'ils suivent un schéma tonal standard et qu'il ne sont pas nécessaires pour des distinctions sémantiques : comme toutes les voyelles ont normalement un des trois tons, cela nécessiterait d'accentuer toutes les voyelles de tous les mots et ils seront donc fréquemment omis dans les textes courants, hormis dans les entrées de dictionnaire).
La traduction de la Bible de l’Alliance Biblique en Guinée utilise une orthographe différente, utilisant par exemple l’ogonek pour indiquer la nasalisation ou la lettre j barré ‹ ɉ › ; cette lettre est aussi utilisée dans les traductions produuitent par les Témoins de Jéhovah.

### Alphabet latin kpèllé du Liberia
L'alphabet est proche de celui utilisé en kpellé de Guinée (dans son orthographe harmonisée de 1989). Mais on peut y noter l'absence de notation de la voyelle muette « ə » (schwa), des consonnes « h » et « j », ainsi de quelques digrammes de consonnes utilisés en Kpèllé de Guinée. Une lettre gamma « ɣ » est introduite (à la place du digramme « gw » utilisé en Guinée), mais le digramme « ny » est conservé (et non changé en « ɲ » comme en Guinée depuis 1989).
| Actuel | a | b | ɓ | d | e |  | ɛ | f | g |  | gb | ɣ |  |  | i |  |  | k | kp |  | l | m | n |  | ny | ŋ | o | ɔ | p | r | s | t | u | v | w | y | z |

La nasalisation et les tons des voyelles sont indiqués de la même façon que pour le kpellé de Guinée (dans son orthographe harmonisée de 1989).

#### Kpèllé de Guinée
- Académie des langues, République de Guinée, Alphabet national des langues de la République de Guinée, 1976
- Institut de recherches linguistiques appliquées, Le nouvel alphabet des langues guinéennes, Conakry, Institut de recherches linguistiques appliquées, [2015]
- (en) Maria Konoshenko, « The Syntax of Tone in Guinean Kpelle », Proceedings of the Annual Meeting of the Berkeley Linguistics Society, no 40,‎ décembre 2014, p. 233-252 (DOI 10.3765/bls.v40i0.3142, lire en ligne)
- Maria Konoshenko, « Dictionnaire kpele de la Guinée (guerzé) – français avec un index français – kpele », Mandenkan, no 62,‎ 2019, p. 3-164 (lire en ligne)
- (en) Maria Konoshenko, « Good nouns, naughty verbs: How French borrowings receive grammatical tones in Guinean Kpelle », Language in Africa, vol. 1, no 4,‎ 2021, p. 131-145 (lire en ligne)

#### Kpèllé du Liberia
- (en) John Gay et William Welmers, Mathematics and logic in the Kpelle language. A first course in Kpelle, University of Ibadan, Institute of African Studies, 1971, 184 p.
- (en) Theodore E. Leidenfrost et John S. McKay, Kpɛlɛɛ-woo-Kwii-woo Su-kula Kɔlɔ – Kpelle-English dictionary : with a grammar sketch and English-Kpelle, Moscow (Idaho), Palaverhut Press, 2007
- (en) Sharon V. Thach et David J. Dwyer, Kpelle: A Reference Handbook of Phonetics, Grammar, Lexicon and Learning Procedures., United States Peace Corps at the African Studies Center of Michigan State University, 1981 (eric.ed.gov)
- (de) Diedrich Westermann, Die Kpelle-Sprache in Liberia : grammatische Einführung, Texte und Wörterbuch, Reimer, Berlin ; Boysen, Hambourg, 1924